# Jan Bula
Jan Bula (Lukov, 24 de julio de 1920 - Jihlava, 20 de mayo de 1952) fue un sacerdote católico checo, víctima del régimen comunista checoslovaco.
Estudió teología en Brno y fue ordenado sacerdote en 1945.
Fue ejecutado en mayo de 1952. Su causa fue reabierta en 1990 y, finalmente, declarado inocente y rehabilitado. En 2004 el obispo de Brno Vojtech Cikrle comenzó su procedimiento de beatificación.